# トリコ グルメサバイバル!
『トリコ グルメサバイバル!』は、2011年8月4日にバンダイナムコゲームスから発売されたPlayStation Portable (PSP) 用ゲームソフト。後に廉価版「PSP The Best」も発売されている。『週刊少年ジャンプ』（集英社）連載の漫画作品『トリコ』のゲーム化第1弾ソフト。ジャンルは「グルメハンティングアクション」。ステージに生息する猛獣や食材を狩って調理し、料理を食べてトリコたちを強化しながら進んでいく。2012年7月5日には続編の『トリコ グルメサバイバル!2』が発売された。

## ストーリー
美食屋四天王トリコと彼の旅に同行する料理人、小松。彼らはグルメ実業家のボーノに依頼され、ボーノの経営するレストランのメニュー「メガモリ島の食材で作ったフルコース」を完成させるため、様々な猛獣が生息するメガモリ島へと上陸する。

## システム
本作ではメガモリ島を探索し、目的の食材を調達して「オーダーサバイバル」をクリアしていくことが目的である。一定以上のオーダーをクリアすると、次のステージへ進むように、移動できる範囲が増えたり、次の階層に進めるようになる。

### キャラクターのステータス
胃袋ゲージ(スタミナ)
プレイヤーのHPにあたるステータス。料理を食べると回復し、猛獣の攻撃を受けると減る。満タンになるとオーラが発生し、周囲の猛獣をはじき飛ばせる。
カロリーゲージ
経験値にあたるステータス。料理を食べると上昇し、満タンになるとレベルが上がる。
テンションゲージ
猛獣を攻撃していくと貯まるゲージ。現在値によって猛獣を倒した時に入手できる食材の量が増え、必殺技が強力になる。
攻撃力
キャラクターの攻撃力の高さを表す数値。
防御力
キャラクターの防御力の高さを表す数値。
集中力
テンションゲージの上昇率を表す数値。
技術力
ノッキングチャンスの発生率を表す数値。

### アクション
必殺技
テンションゲージを消費して放つ強力な技。使用するにはゲージのレベルが1以上必要となる。
威嚇
体力を消費し、周囲の猛獣を怯ませる。怯んだ猛獣はノッキングできるが、レベルの高い敵には効きづらい。
ノッキング
猛獣を麻痺させて捕獲する技術。行動不能または大技を出した猛獣には△マークが現れ、その隙に△ボタンを押すと発動し、猛獣を一発で肉にできる。
オートファジー
プレイヤーの体力が無くなった時に発動。一時的に攻撃力が上がるが、ダメージを受けるとゲームオーバーになる。

### 料理
フルコース創作
ボーノに依頼されたフルコースを作る。ここで作っていない料理は、テイクアウトやどこでもキッチンで作ることができない。
スキル創作
指定された料理を作り、キャラクターにスキルを習得させる。これにより、キャラクターのアクションや技が増えたり、テンションゲージの上限が上がる。覚えられるスキルと必要な食材はキャラクターによって違う。
どこでもキッチン
サバイバル中、猛獣がいない時に小松に話しかけると、手持ちの食材でフルコース創作で作ったことのある料理を作ってくれる。料理はすぐに食べるか弁当として持っていくか選べる。

### サバイバル
オーダー
指定されたキャラクターとパートナーで指定された食材を集め、キャンプに持ち帰る。オーダーによっては、新たにキャンプを張る場所を探したり、ボスを倒すものもある。他のエリアへの移動は不可。
フリー
オーダーサバイバルで行ったことのあるエリア内を好きなキャラクターとパートナーで探索する。他のエリアに移動可能。
アドホック
アドホック通信を用いて、プレイヤー2人でサバイバルを行う。キャンプから出発し、各エリアの猛獣を倒しながら進み、ボスを倒せばクリアとなる。どちらかが行動不能になるとゲームオーバー。

### オンライン市場
PSPをPlayStation Networkに繋ぐことで、オンライン市場で食材を売買できる。2012年2月29日をもってサービスを終了。

## 登場人物

### プレイヤーキャラクター
トリコ
声：置鮎龍太郎
本作の主人公で、美食屋四天王の一人。食べることになると周りが見えなくなるほどの食いしん坊だがおおらかで心が広いカリスマ美食屋。接近戦を得意としており、一発の攻撃力が高い。
ココ
声：櫻井孝宏
美食屋四天王の一人。毒の扱いと占いを得意とする穏やかで四天王唯一の常識人。周囲の仲間に振り回されるが時折悪意のない毒舌を言うことも・・・攻撃のスピードが速く、遠距離から毒ショットを撃てる。
サニー
声：岩田光央
美食屋四天王の一人。独特の美意識を持つ少々キザでナルシストだが根は仲間思いで曲がったことがなにより嫌い。長い髪の毛を武器に、リーチが長く手数の多い攻撃を得意とする。

### パートナー
小松
声：朴璐美
ホテルグルメの料理長。戦闘能力は無いが、サバイバルで入手した料理を作ったり、落ちている食材を自動で拾ってくれる。サバイバル中、猛獣のいないエリアで料理を作ることができ、すぐ食べるか弁当として持っていくかを選べる。トロルコングやフライデーモンキーなど本来、肉が不味くて食べられない物も調理し、誰もが満足するものに仕上げるなど周囲を驚かせる才能を見せた。トリコはもちろん、ココやサニーのことも慕っており、横柄な態度を取るボーノと仲良くなろうとする。
テリークロス
バトルウルフの子供。猛獣に攻撃したり、隠れた食材を見つけてくれたりする。まだ水中戦には慣れていないためか第4層、海底洞窟には連れて行けない（特定のミッションのみ同行してくれる）。どの依頼でもトリコにしかついて行かないがフリーではココやサニーにもついて行く。

### その他の仲間キャラクター
マンサム
声：小杉十郎太
ボーノの護衛のためにトリコ達に同行したIGO開発局長兼グルメ研究所所長。本作でも酒好きでどんな言葉でも「ハンサム」と聞き違えることがしばしば。事あるごとにトリコ達におつまみを強請る。本作では戦闘シーンがたったの一度しかないため、リンに呆れ返られることもしばしば。続編ではサポートキャラとして戦闘に参加する。
リン
声：田野アサミ
IGO専属の猛獣使いでサニーの妹。マンサム同様、ボーノの護衛のためにやって来たが、ボーノの横柄な態度に苛立ちを見せている。相変わらずトリコに夢中でトリコと2人っきりになりたいと愚痴ったり、トリコが食材を採りに行くと自分のために採りに行くのだと思い込んだり、何かあるとトリコがプロポーズするのかと妄想するなど、アニメ以上にトリコへの好意が強調されている。続編ではサポートキャラとして戦闘に参加する。
次郎
声：森川智之
かつて伝説の美食屋と呼ばれたノッキングの達人。今回はボーノの依頼で同行しており、トリコら四天王達の成長を見守りながら、マンサムと酒を楽しんでいる。スタージュンとの戦いでは巨大化し、トリコを助ける。とある依頼の最中、ボーノが次郎を雇った理由は実は特にないと発言し、本人もこれには驚いていた。続編ではサポートキャラとして戦闘に参加し、伝説の美食屋としての実力を見せる。
ゾンゲ
声：高木渉
後からヘリでやって来たが、カイザーガーディアンに襲われ、島に不時着する。トリコの知り合いで自身を世界一の美食屋と思い込んでいる、本作ではその理由でティナと同行するも危険な猛獣が現れるとトリコ達に任せて逃げ出したり、凄い猛獣を捕まえようとし逆に騒動を引き起こすなど足を引っ張ることが多く、依頼を終えると自分の手柄にするなど調子がいいのも相変わらずでトリコ以外の者から呆れ返られることが多い。本作では2人の部下は登場しない。続編ではサポートキャラとして戦闘に参加するが他のキャラに比べ、戦闘力はかなり低い。
ティナ
声：水樹奈々
大スクープを追い求めるため、メガモリ島までやってきた新米レポーター。本作でもトリコ達にインタビューしようと近づいたり、お腹が空くとリンと共に駄々をこねるなど足を引っ張ることが多く、それでも懲りずにトリコ達と行動するも終盤ではボーノとともにベイに攫われてしまう。なお、本作ではクルッポーは登場しない。

### 美食會
ベイ
声：矢部雅史
美食會第6支部メンバー。本作オリジナルの新型の白い巨大GTロボでメガモリ島に赴く。一時トリコを苦戦させ、GTロボの性能を自身の実力だと思い上がるも助けに来たココとサニーに妨害される。その後、再び、卑劣な手を使い、トリコに再戦するも四天王達の怒りを買い、敗北に終わった。この時、ココは死相が見えると話していたがその後どうなったかは不明。
スタージュン
声：三木眞一郎
美食會副料理長の一人。ベイ同様、本作オリジナルの黒い最新型のGTロボでメガモリ島に赴く。マントルポタージュを賭け、トリコと真剣勝負をする。敗北後、生身での再戦を楽しみにし、彼が操る最新型のGTロボは爆発した。最新型のGTロボはリーガルマンモスの時に比べ、自分の性能をさらに引き出せるがそれでも完全に力を出し切れないらしい。

### オリジナルキャラクター
フォン・ド・ボーノ
声：三瓶由布子
本作のオリジナルキャラ。コック帽のような髪型が特徴の小柄な青年で、幾つものレストランを経営する実業家。幼い頃、貧しさゆえに両親が美味い物を食べられずに死亡し、独りとなり、自分の力だけで下働きから実業家へとのし上がったため、他人を信用していない。トリコ達に『メガモリ島』の食材で自分の店に出すフルコースを作って欲しいと依頼する。当初は小松のことを見下していたがチーズの洞窟にてサソリゴキブリから自分を守ろうとした小松に心を打たれ、初めて他人のために行動するようになり、今まで周囲に対して横柄だった態度もやめた。終盤ではティナとともにベイに捕まるも助けに来たココとサニーによって救われた。テレビアニメにも登場した。

## 猛獣
メガモリ島には様々な猛獣が生息しており、プレイヤーを見かけると襲いかかってくる。倒したり、ノッキングすると食材になる。ごく一部を除き、固有種、希少種という通常の種より強い亜種がおり、倒すと上質な食材を入手できる。フグ鯨の皮やマッスルクラブの殻にはコラーゲンがあったり、アゲハコウモリの羽はつまみにいいなどお馴染みの猛獣も原作にない成分や設定が存在している。また、原作で食べられない、肉が不味いと設定されている猛獣も倒すと食材になり、調理することができる。
バンズジャングル

フライデーモンキー
一生の大半を穴ぐらで暮らすほど臆病な猿。ちょこまかと動きまわり、ツメで引っかいてきたり岩を投げつけてくる。
ヘビガエル
ヘビの胴体を持つカエル。地面をゆっくりと這いまわり、噛み付きと頭突きで攻撃する。
バロンタイガー
バロン諸島に生息するサーベルタイガーのような猛獣。牙と前足が武器。
沼蛇
水中から顔を出し、水の弾丸を吐き出す蛇。尻尾によるなぎ払いはリーチが長く、頭を突き出す攻撃は隣接するとダメージを受ける。
ガララワニ
バンズジャングルのボス。バロン諸島の生態系の頂点に君臨する巨大なワニ。巨体を生かした噛み付きやボディプレスを得意とする。

肉の荒野

ゾンビタイパン
牙に猛毒を持つ毒蛇。上位種は毒液を吐き出す。
マッスルクラブ
マッスルバイソンとカミソリクラブの混合種である筋肉質のカニ。ハサミによる攻撃のほか、ガードやジャンプなど守り、逃走にも長ける。
シャクレノドン
顎がしゃくれた有翼の恐竜。空からの攻撃が得意。
トロルコング
4本の腕を持つゴリラ。多彩な攻撃を持つが、スキが大きい。
シルバーバック
肉の荒野のボス。トロルコングの群れを束ねるリーダー。巨大な体躯と攻撃範囲の広さが脅威。

チーズの洞窟

おしり虫
大きなお尻が特徴の可愛らしい昆虫。回転しながらの体当たりや尻尾で攻撃してくる。
巨大ヤスデ
地面を這い回る巨大なヤスデ。車輪のように転がってくる。
サソリゴキブリ
サソリの尾を持つゴキブリ。ちょこまかと逃げ回り、突進や尻尾で攻撃する。
アゲハコウモリ
アゲハチョウのような模様を羽に持つ小さなコウモリ。素早く飛び回り、急降下や超音波で攻撃する。
デビル大蛇
暗い洞窟に住む巨大な蛇のような猛獣。大きな頭から毒液や噛みつきを繰り出す。頭にしか攻撃が当たらない。

海底洞窟

イカマグロ
イカの脚が生えたマグロ。近づかない限り襲ってこない。
フグ鯨
フグと鯨を合わせたような小さな魚。プレイヤーを見かけると素早く逃げまわる。倒すと消滅してしまい、ノッキングしないと捕獲できない。
ゼラチンクラゲ（捕獲レベル1 - 6）
本作オリジナルの猛獣で、全身がゼラチン状のクラゲ。脳が見える半透明の頭とエイリアンのような顔が特徴。固有種は電撃を放つ。主に刺身にしたり、デザートの材料として使用される。
ドリルヤドカリ（捕獲レベル4 - 10）
本作オリジナルの猛獣で、ドリル状の貝殻と鉄のようなハサミを持つヤドカリ。貝殻を回して突撃してくる。味はロブスターに近く、身がよく引き締まっている。
鰐鮫
海底洞窟のボス。ワニの頭部を持つサメ。高速で泳ぎ周り、噛み付きや尻尾によるなぎ払いが強力。

デビルズステップ

ギャングフッド
人型のトカゲのような猛獣。爪による攻撃の他、バク転や飛び蹴りなどアクロバティックな動きを得意とする。
ヘビークリフ
四つんばいで、全身に血管のような模様を持つ哺乳類。威力の高いなぎ払いや、身体を丸めてからの押しつぶしで攻撃してくる。
ルバンダ
人のような顔を持つ怪鳥。素早くトリッキーな動きで相手を惑わす。
ロックドラム
岩のような甲殻を持つ甲殻類。殴り倒し、蹴り、ボディプレスなど威力は高いが、スキが大きい。
スカルクロコダイル（捕獲レベル27 - 33）
8本の脚と4本の目を持つ巨大なワニ。表面は骨で覆われており、頭に猛獣の頭蓋骨を被っている。肉は滴るほどの脂が乗っており、柔らかい。
ドクバリバリバリガメ（捕獲レベル22 - 28）
『Vジャンプ』及び『週刊少年ジャンプ』において開催されていた猛獣コンテストのグランプリ作品。毒針が生えた甲羅と3本の尻尾が特徴の亀。針が多く、大きい固体ほど旨味が増すという。

マグマツリーの根元

マグマモスキート（捕獲レベル22 - 28）
腹部が丸々と肥大化した蚊。食料のエキスを吸い、腹部に貯め込んでいる。特にマグマのスープ類を好んでいるため、この名が付いた。

隠しボス

カイザーガーディアン（捕獲レベル50）
マグマツリーの根元に生息し、花を守る巨大な守護虫。大きく裂けた口、カマキリのような4本の腕が特徴で、花に近づく者に容赦無く襲いかかる習性を持ち、顎のストローで美味しいデザートの材料となるマグマツリーの蜜を吸い貯めている。多彩な攻撃手段を持ち、メガモリ島最強の猛獣として君臨している。データカードダス『トリコ イタダキマスター』にも登場した。

## 植物
島の至るところに生えていたり落ちていたりする植物。ほとんどの物はそのまま拾えるが、攻撃を加えないと拾えない物もある。ここではゲームオリジナルかつ、ストーリーに関わるものやサバイバル中に利用できるものを挙げる。
ウニンニク
見た目は普通のニンニクだが、攻撃を受けるとトゲを伸ばして反撃する。食材として入手するには何度も攻撃して外皮を壊す必要がある。
リンドーン
攻撃を受けると爆発する種子を発射するリンドウ。威力が高い。
ガトリングレンコン
ガトリングガンのようなレンコン。攻撃を受けると種子を連射する。
トリニトロトリュフ
爆弾のようなトリュフ。掴んで投げることが可能で、これを使って岩を壊せる。
マントルポタージュ
マグマツリーが吸い上げたマグマが島中の食材を溶かし、根元に湧き出た伝説のスープ。島中の食材の味が見事に調和しており、なおかつ個々の素材の旨味が程良く主張している。常に適温に保たれており、決して冷めることは無い。データカードダス「トリコ イタダキマスター」にも登場した。
マグマツリーの蜜
マグマツリーのてっぺんに咲く花の蜜。宝石のように輝いている。上品かつ極上の甘味で、とろけるような舌触りで全くクドさを感じさせない。最高のデザートになるが、手に入れるには守護虫カイザーガーディアンを倒さなければならない。

## ステージ
本作の舞台はハンバーガーのような形をした「メガモリ島」。島の中央にそびえ立つ巨大な樹「マグマツリー」を中心に、様々な地形が存在している。各層は幾つかのフロアと通路で構成されており、様々な猛獣や植物が生息している。別の層へ行く時はマグマツリーの幹を通って移動する。
バンズジャングル
ハンバーガーのバンズのような地面のジャングル。バロン諸島の猛獣が生息している。ボスはガララワニ。
肉の荒野
肉や骨のような岩で覆われている荒野。ボスはシルバーバック。
チーズの洞窟
岩肌がチーズで出来た洞窟。昆虫系の猛獣が多く生息している。ボスはデビル大蛇。
海底洞窟
辺り一面水浸しの洞窟。水中を泳いで進み、水棲系の猛獣が登場する。途中、ある依頼でベイの操縦する巨大GTロボと戦うことになる。ボスは鰐鮫。
デビルズステップ
マグマの流れる断崖絶壁。ロックドラム等、主にリーガル島の猛獣が生息している。ボスはベイの操縦する巨大GTロボ。踏み潰しの他、掌からのビームなど多彩な攻撃を見せる。
マグマツリーの根
メガモリ島の最下層。マグマモスキートが生息しており、奥には伝説の食材「マントルポタージュ」が湧き出ている。ボスはスタージュンの操縦するGTロボ。サイズは小さいが、瞬間移動やパンチの連続やビーム発射など、激しい攻撃を見せる。中でもオーラを放つ攻撃は非常に強力。